# Rhizoplatys mucronatus
Rhizoplatys mucronatus är en skalbaggsart som beskrevs av Pallisot de Beauvois 1805. Rhizoplatys mucronatus ingår i släktet Rhizoplatys och familjen Dynastidae.

## Underarter
Arten delas in i följande underarter:
- R. m. cedrici
- R. m. trituberculatus